# David Cobeño Iglesias
David Cobeño Iglesias (nascut a Madrid el 6 d'abril de 1982) és un exfutbolista professional madrileny que jugava com a porter.